# Jesuitenkloster Thorn
Das Jesuitenkloster war eine Niederlassung der Jesuiten in Thorn, heute Toruń, in Pommerellen von 1593 bis 1773.

## Lage
Die Klostergebäude befanden sich an der Johanniskirche in der Altstadt am späteren Jesuiten-Gässchen.

## Geschichte
1593 wurde ein Jesuitenkloster durch Bischof Peter Tynicki von Kulm als erstes neues katholisches Kloster nach der Reformation in der überwiegend protestantischen Stadt gegründet. Bei ihm wurde ein Gymnasium eingerichtet. Das Kloster war ein Zentrum der katholischen Bevölkerung und hatte dafür auch die Unterstützung des polnischen Staates. 1699 wurden neue Gebäude gebaut.
1724 kam es zu Auseinandersetzungen zwischen evangelischen und katholischen Gymnasiasten, in deren Folge das Kloster und die Schule von einer wütenden Volksmenge verwüstet wurden. Auf Initiative der Jesuiten wurden daraufhin der Bürgermeister Rösner und neun weitere Bürger vom Warschauer Hofgericht zum Tode verurteilt und hingerichtet.
Nach der Auflösung des Jesuitenordens 1773 gingen die Gebäude in den Besitz des polnischen Staates über und wurden im 19. Jahrhundert durch die neue preußische Herrschaft als Artillerie-Kaserne genutzt.